# Барило-Кріпинське сільське поселення
Барило-Кріпинське сільське поселення — муніципальне утворення у Родіоново-Несвітайському районі Ростовської області. 
Барило-Кріпинське сільське поселення розташоване на північному заході Родіоново-Несвітайського району у середній течії річки Кріпка та частково у долині іншої лівої притоки Тузлової річки Ліва Тузлова (слобода Олексієво-Тузловка).
Адміністративний центр поселення — слобода Барило-Крепінська.
Населення - 5282 осіб (2010 рік).

## Адміністративний устрій
До складу Барило-Кріпинського сільського поселення відносяться 15 населених пунктів:
- слобода Барило-Кріпинська - 1261 осіб (2010 рік);
- слобода Аграфеновка - 1065 осіб (2010 рік);
- слобода Олексієво-Тузловка - 550 осіб (2010 рік);
- село Плато-Івановка - 639 осіб (2010 рік);
- хутір Балабино-Руський - 22 особи (2010 рік);
- хутір Бунако-Соколовець - 275 осіб (2010 рік);
- хутір Золотаревка - 210 осіб (2010 рік);
- хутір Івановка - 69 осіб (2010 рік);
- хутір Маяки - 433 особи (2010 рік);
- хутір Мєзєнцев - 32 особи (2010 рік);
- хутір Нагірно-Тузловка - 108 осіб (2010 рік);
- хутір Новопрохоровка - 209 осіб (2010 рік);
- хутір Отамано-Власовка - 279 осіб (2010 рік);
- хутір Тимський - 77 осіб (2010 рік);
- хутір Філінський - 53 осіб (2010 рік).